# Lepilemur fleuretae
Lepilemur fleuretae är en primat i släktet vesslemakier som förekommer på sydöstra Madagaskar.
Vuxna exemplar är 240 till 260 mm långa (huvud och bål), har en 270 till 300 mm lång svans och väger 800 till 980 g. Ovansidan är främst täckt av gråaktig päls som kan ha röda nyanser och överarmarna samt överbenen är gråbruna. Kännetecknande är ljusa fläckar ovanför ögonlocken. Dessutom förekommer en mörkare men otydlig längsgående strimma på huvudets topp och fram till ryggens mitt. Undersidans päls har en ljusare gråbrun färg och svansen bär nära bålen rödbrun päls. Fram till svansspetsen blir färgen mörkare.
Arten lever i Andohahela nationalpark och i angränsande områden. Utbredningsområdet uppskattas vara 2 500 km² stort. Lepilemur fleuretae vistas där i regnskogar.
Individerna är nattaktiva och de har främst blad som föda som kompletteras med frukter och blommor. Typiska växter som äts är arter av albiziasläktet, av släktet Cynometra, av släktet Syzygium samt Brochoneura acuminata, Humbertia madagascariensis och Uapaca thouarsii. Utanför parningstiden lever hannar och honor ensamma. Revirstorleken är 2,6 till 5,3 hektar för honor samt cirka 7,8 hektar för hannar. Lepilemur fleuretae klättrar i träd och hoppar.
Beståndet hotas av skogens omvandling till odlingsmark, bland annat för hampa för produktionen av cannabis. Dessutom jagas arten för köttets skull. Utanför skyddszonerna minskar populationens storlek markant. IUCN listar arten som starkt hotad (EN).